# Amakasu Kagetsugu
Amakasu Kagetsugu est un nom japonais traditionnel ; le nom de famille (ou le nom d'école), Amakasu, précède donc le prénom (ou le nom d'artiste).
Amakasu Kagetsugu (甘糟 景継, 1550-22 juin 1611) est un samouraï au service du clan Uesugi.
Sur l'ordre de Uesugi Kenshin, Kagetsugu devient chef du clan Amakasu. Il est connu comme vaillant guerrier, habile au maniement de l'épée ainsi qu'à celui des lances. Il passe pour avoir contribué à l'occupation de la province de Dewa par les Uesugi.
Il est par ailleurs un des personnages du jeu vidéo Total War: Shogun 2.

## Source de la traduction
- (en) Cet article est partiellement ou en totalité issu de l’article de Wikipédia en anglais intitulé « Amakasu Kagetsugu » (voir la liste des auteurs).